# Ionatana Ionatana

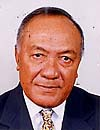
Ionatana Ionatana

Ionatana Ionatana (15 november 1938 - 8 december 2000), was een politicus van de Pacifische eilandenstaat Tuvalu. Hij was regeringsleider van dat land van 27 april 1999 tot 8 december 2000.

## Loopbaan
Ionatana was lid van het Tuvaluaanse parlement vanaf de onafhankelijkheid in 1978, tot zijn dood in het jaar 2000. Hij was minister van verschillende ministeries en met verschillende portefeuilles.
Ionatana volgde in 1999 Bikenibeu Paeniu, na diens tweede termijn als eerste minister van Tuvalu, op als regeringsleider. Ionatana stierf op 8 december 2000. Het was de eerste keer dat een Tuvaluaans minister-president al voor het einde van zijn eerste termijn stierf.
Toaripi Lauti · Tomasi Puapua · Bikenibeu Paeniu · Kamuta Latasi · Ionatana Ionatana · Lagitupu Tuilimu · Faimalaga Luka · Koloa Talake · Saufatu Sopoanga · Maatia Toafa · Apisai Ielemia · Maatia Toafa · Willy Telavi · Enele Sopoaga · Kausea Natano · Feleti Teo